# نهر أوها
نهر أوها هو نهر في كاليدونيا الجديدة . تبلغ مساحته 84 كيلومترًا مربعًا. 

## أنظر أيضا
- قائمة أنهار كاليدونيا الجديدة